# Dimitri Pätzold
Dimitri Andrejevič Pätzold (* 3. února 1983, Öskemen, Sovětský svaz) je německý hokejový brankář hrající v týmu Hannover Scorpions v německé lize DEL.

## Kariéra
Pätzold se narodil v dnešním Kazachstánu a tehdejším Sovětském svazu, ale sám byl příslušníkem německého etnika. Po pádu Sovětského svazu a ustavení kazašsko-ruských hranic, se Pätzold ve svých 13 letech odstěhoval do Německa. Tam si jej vyhlídli skauti týmu Kölner Haie. Poté začal hrát německou juniorskou Deutsche Nachwuchsligu za tým KEC. Krátce poté byl přijat do německé juniorské reprezentace a mohl hrát na Mistrovství světa juniorů 2000. Před sezónou přišel do týmu Kölner Haie, který hrál německou nejvyšší soutěž Deutsche Eishockey Ligu. V týmu, se ale přes konkurenci Andrewa Vernera a Josepha Heißa neprosadil a chytal v nižší lize za TSV Erding.
V draftu NHL 2001 byl vybrán na 107. místě týmem San Jose Sharks. Na konci sezóny 2001/02 slavil s týmem KEC vítězství v německém poháru. V týmu působil jako náhradník Chrise Roglese. Rok před tím, než odešel do zámoří působil v Adleru Mannheim. Mezi roky 2003 a 2006 hrál v Clevelandu Barons, což byl farmářský klub týmu NHL San Jose Sharks. Během sezóny 2005–06 byl Pätzold poprvé povolán do San José, když se zranil Vesa Toskala, ale nenastoupil a zastával pouze pozici náhradníka Jevgenije Nabokova. Od podzimu 2006 hrál Pätzold za novou farmu týmu San José – Worcester Sharks, kde tvořil brankářské trio s německým kolegou Thomasem Greissem a s Kanaďanem Nolanem Schaeferem. 4. března 2007 byl Pätzold opět povolán do NHL, kde ale opět nechytal. Po vypadnutí Worcesteru v 1. kole playoff AHL nominoval Pätzolda Uwe Krupp do německé reprezentace na Mistrovství světa 2007 v Moskvě.
V létě roku 2007 podepsal Pätzold se San José jednoletou smlouvu. Na tréninkovém kempu před sezónou 2007/08 bojoval Pätzold po odchodu Vesy Toskaly do Toronta o post brankářské dvojky San Jose s Thomasem Greissem. Ve třetím zápase Pätzold debutoval v NHL, když po 48 minutách vystřídal Jevgenije Nabokova. V polovině ledna 2008 byl odeslán na farmu. Po sezóně mu San Jose Sharks neprodloužili kontrakt a Pätzold odešel hrát do východoevropské ligy KHL za tým Viťaz Čechov. V sezóně 2008/09 odchytal v prvních 16 zápasech pouze jedno nepovedené utkání a v klubové hierarchii klesl až na pozici třetího brankáře. Poté odešel v polovině sezóny do Německa, kde podepsal smlouvu s Hannoverem Scorpions. Před sezónou 2009/10 podepsal dvouletou smlouvu s týmem ERC Ingolstadt, ale po jedné sezóně byla smlouva zrušena a Pätzold podepsal jednoletou smlouvu se Straubingem Tigers. Před sezónou 2011/12 podepsal znova smlouvu s Hannoverem Scorpions.

## Úspěchy

### Týmové úspěchy
- Stříbrná medaile na MSJ (D1) – 2001
- Zlatá medaile na MSJ (D1) – 2002

## Statistiky

### Statistiky v základní části
| 2003-04     | Cleveland Barons | AHL         | 27  | 2.88 | 91,5  | 10 | 15 | 70  | 753  | 3 | 1457 |
| 2004-05     | Cleveland Barons | AHL         | 41  | 2.58 | 91,1  | 18 | 16 | 104 | 1064 | 1 | 2418 |
| 2005-06     | Cleveland Barons | AHL         | 33  | 3.97 | 86,9  | 10 | 21 | 124 | 820  | 0 | 1874 |
| 2006-07     | Worcester Sharks | AHL         | 24  | 3.35 | 88,8  | 10 | 8  | 77  | 612  | 0 | 1378 |
| 2007-08     | San Jose Sharks  | NHL         | 3   | 5.46 | 80,0  | 0  | 0  | 4   | 16   | 0 | 44   |
| 2007-08     | Worcester Sharks | AHL         | 21  | 2.84 | 89,8  | 7  | 10 | 56  | 493  | 1 | 1184 |
| 2008-09     | HC Viťaz         | KHL         | 1   | 5.88 | 0.828 | 0  | 1  | 5   | 24   | 0 | 51   |
| NHL celkově | NHL celkově      | NHL celkově | 3   | 5.45 | 80,0  | 0  | 0  | 4   | 16   | 0 | 44   |
| AHL celkově | AHL celkově      | AHL celkově | 146 | 3.11 | 89,7  | 55 | 70 | 431 | 3742 | 5 | 8311 |
| KHL celkově | KHL celkově      | KHL celkově | 1   | 5.88 | 82,8  | 0  | 1  | 5   | 24   | 0 | 51   |

### Statistiky v play off
| 2006-07     | Worcester Sharks | AHL         | 4 | 1.87 | 92,1 | 2 | 1 | 8 | 93 | 0 | 256 |
| AHL celkově | AHL celkově      | AHL celkově | 4 | 1.88 | 92,1 | 2 | 1 | 8 | 93 | 0 | 256 |

### Reprezentační statistiky
| Rok                    | Tým                    | Akce                   |    | Z  | V  | P | R    | MIN | OG | ČK   | POG |
| ---------------------- | ---------------------- | ---------------------- | -- | -- | -- | - | ---- | --- | -- | ---- | --- |
| 2000                   | Německo                | MS 18'                 | 6  | 2  | 3  | 1 | 360  | 16  | 1  | 2.67 |     |
| 2000                   | Německo                | MSJ (D1)               | 4  | 4  | 0  | 0 | 240  | 6   | 0  | 1.50 |     |
| 2001                   | Německo                | MS 18'                 | 6  | 3  | 2  | 1 | 360  | 20  | 0  | 3.33 |     |
| 2001                   | Německo                | MSJ (D1)               | 4  | 3  | 1  | 0 | 240  | 6   | 0  | 1.50 |     |
| 2003                   | Německo                | MSJ                    | 5  | 1  | 4  | 0 | 246  | 21  | 0  | 5.13 |     |
| 2007                   | Německo                | MS                     | 3  | 2  | 1  | 0 | 180  | 11  | 0  | 3.67 |     |
| 2008                   | Německo                | MS                     | 3  | 1  | 2  | 0 | 178  | 13  | 0  | 4.37 |     |
| 2009                   | Německo                | ZOH (Q)                | 2  | 2  | 0  | 0 | 100  | 2   | 0  | 1.20 |     |
| 2009                   | Německo                | MS                     | 6  | 1  | 5  | 0 | 358  | 15  | 0  | 2.52 |     |
| 2010                   | Německo                | ZOH                    | 1  | 0  | 1  | – | 60   | 5   | 0  | 5.00 |     |
| 2011                   | Německo                | MS                     | 1  | 0  | 0  | 0 | 60   | 3   | 0  | 3.00 |     |
| Juniorská reprezentace | Juniorská reprezentace | Juniorská reprezentace | 25 | 13 | 10 | 2 | 1446 | 69  | 1  | 2.95 |     |
| Seniorská reprezentace | Seniorská reprezentace | Seniorská reprezentace | 16 | 6  | 9  | 0 | 936  | 49  | 0  | 3.14 |     |